# スウェーデン語の歴史
スウェーデン語の歴史は、9世紀に古ノルド語が東西に分化し始める時まで遡れ、13世紀にはほぼ確立したと考えられる。

## 古ノルド語

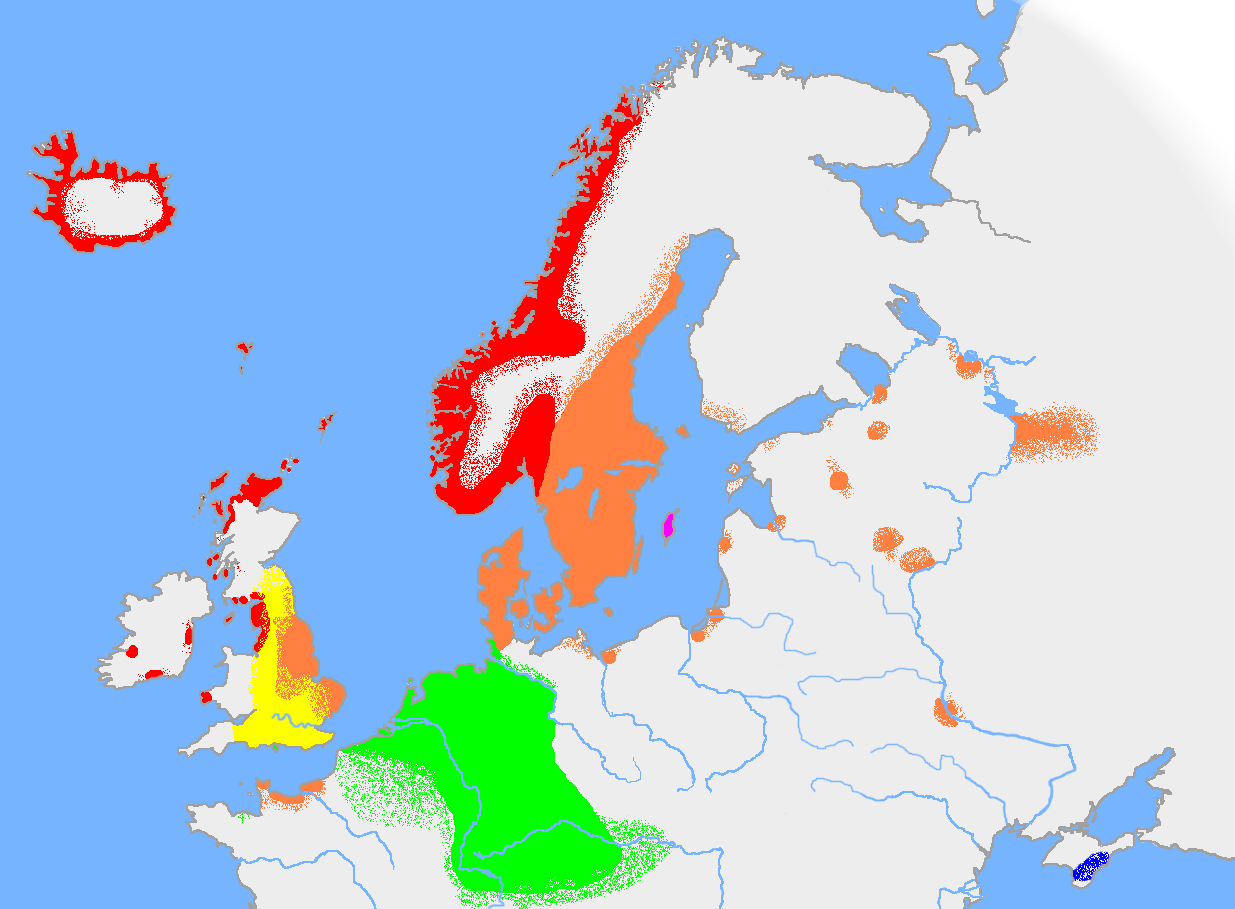
10世紀初頭における、古ノルド語および近縁の言語が話されていた地域の概略図。
古西ノルド語
古東ノルド語
古ゴトランド語
クリミアゴート語
古英語
その他のゲルマン諸語のうち、古ノルド語との相互理解性を保っているもの

8世紀、スカンディナヴィア地方のゲルマン語（原ノルド語）から古ノルド語が成立した。ゲルマン語はもともとルーン文字で書かれていたが、原ノルド語が24文字からなる古フサルクで書かれているのに対し、古ノルド語は16文字からなる新フサルクで書かれている。文字数が限られたことで、古ノルド語では1つのルーンが複数の音素に対応することになった。たとえば母音uに対する文字がo, ø, yにも用いられ、iに対応する文字がeにも用いられるといった具合である。
次いで東西2つの良く似た方言、古西ノルド語（ノルウェーおよびアイスランド）と古東ノルド語（デンマークおよびスウェーデン）に分かれた。古東ノルド語の特徴は、元々の二重母音æiが古東ノルド語では単母音eに、auとøyがøになるということである。これに対して古西ノルド語では、それぞれei、au、eyと二重母音のままである。
12世紀初めごろから、デンマークとスウェーデンの方言が分かれ始める。大雑把に言えば変化はデンマーク側で先に起きる傾向があり、それがシェラン島からスウェーデン中部にかけていくつかの等語線をつくりながら不均等に伝播していった。こうした変化の中には現代スウェーデン語にはまだ起きていないようなものもあるので、スウェーデン語のほうがより古い形を残しているとも言えるが、それでもだいたいにおいてこの２つの言語の間の差は小さなものである。

## 古スウェーデン語

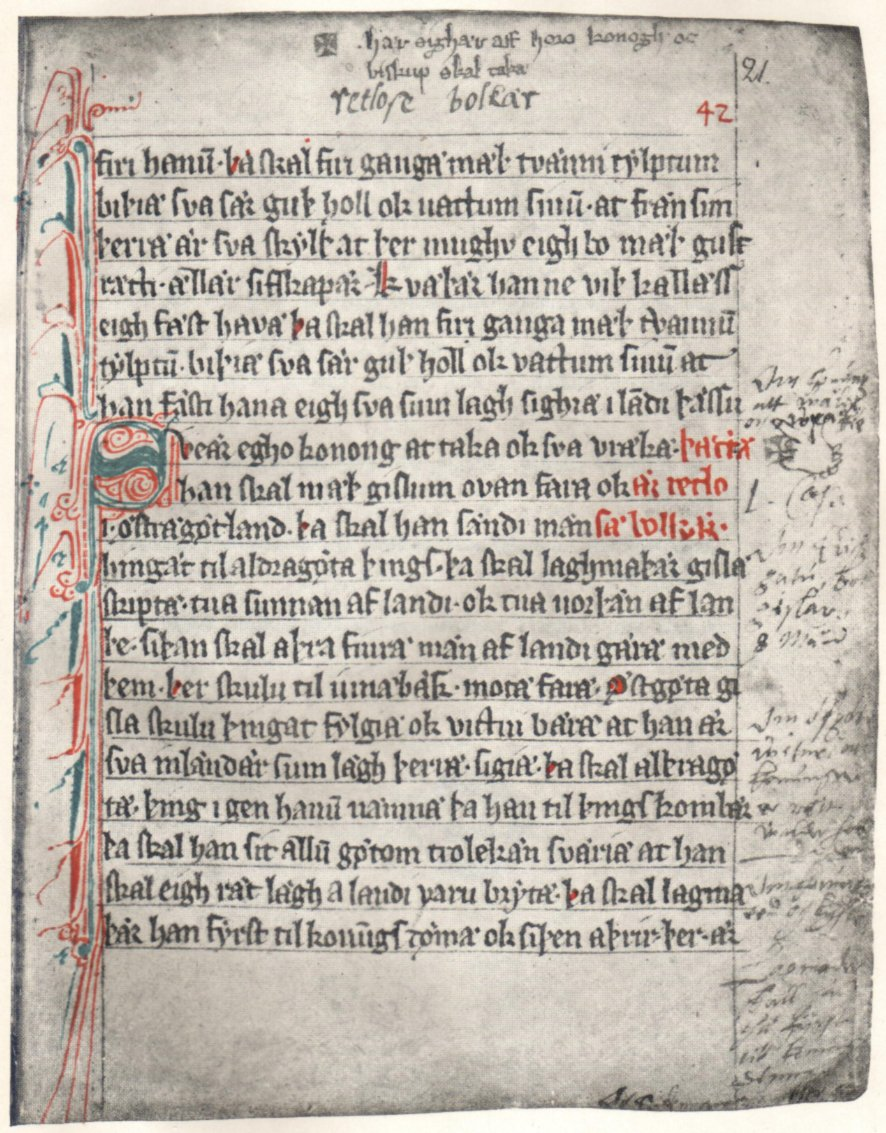
Äldre Västgötalagen – 1280年代ヴェステルイェートランド地方の法典であり、ラテン文字で書かれたスウェーデン語文献のなかでは最も古い部類である。

1225年以降の中世のスウェーデン語を古スウェーデン語という。この時期の変化として、カトリックとその修道会が根付いたことで、ギリシア語とラテン語からの大量の借用語がもたらされたことが挙げられる。また13世紀末から14世紀にかけてハンザ同盟が勢力を増し、中期低地ドイツ語（低ザクセン語）の影響が現れる。ドイツ語話者が多量に移住し、その多くは中世スウェーデン社会で影響力を持ち、その結果彼らの母語から単語が持ち込まれることになった。軍事、貿易、行政に関わる語だけでなく、文法的接尾辞や接続詞までが輸入されたのである。
中世初期のスウェーデン語は、現代のように格や性が単純化していない。名詞、形容詞、代名詞の格変化は、現代にもある主格、属格だけでなく、与格と対格があった。性は現代ドイツ語と同様に男性、女性、中性の3つがあったが、現代では男性と女性の区別がなくなり共性になっている。動詞はもっと複雑で、仮定法や命令法があり、動詞は人称と数によって活用する。口語や世俗的な文章での格や性は16世紀までに現代スウェーデン語と同じ2格2性に単純化した。古い活用形は格調高い文章では18世紀まで、方言によっては20世紀初期まで残っていた。
aeの２字を次第にæあるいはa'と綴るようになり、同様にaaをaa、oeをoeと綴るようになった。これらはその後それぞれä、å、öという別の字になった。また14世紀までは歯摩擦音を示すþが使われていたが、有声無声に応じてdh、thと綴られるようになった。この時代に[aː]→[oː]→[uː]→[ʉː]という母音推移が起きている。

## 近代スウェーデン語

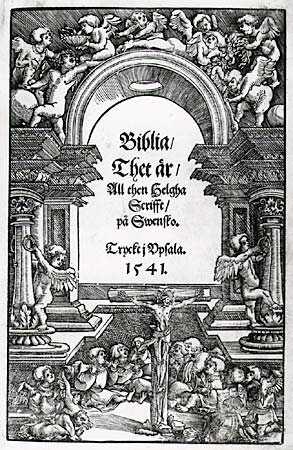
グスタフ・ヴァーサ欽定訳聖書(1541年・ウプサラ)の表紙。

近代スウェーデン語は1526年、宗教改革と活版印刷の導入を画期として始まる。グスタフ・ヴァーサは即位後に聖書をスウェーデン語に翻訳することを命じ、新約聖書が1526年に、全編の翻訳は1541年に完了した。このヴァーサ欽定訳はよくできており、何回かの改訂を経て1917年に至るまで最も普及した翻訳聖書であった。
ヴァーサ欽定訳は当時の口語に執着せず、かといって古風な形にこだわって保守的になりすぎるということもない、新旧スウェーデン語の妥当な折衷であると見なされることが多い。主な翻訳者はローレンティウス・アンドレア、ローレンティウス・ペトリ、オラウス・ペトリの3人で、みなスウェーデン中部の出身であり、中部スウェーデン語の特徴が聖書にも反映されている。
また一貫した正書法の確立へ向けての大きな一歩でもあった。ä、å、öという母音字の用法が確立し、kkの代わりにckを使う点でデンマーク語訳聖書ともはっきり区別できる。おそらくこれは2国間の対立意識から意図的に行われたものであろう。ただこの聖書の翻訳が正書法についての強力な先例となったわけではなく、実際には16世紀を通じて綴りはより不安定になった。綴りについての議論は次第に盛んになり、17世紀になる頃には最初の文法書が書かれ19世紀半ば頃までに正書法が落ち着いた。
この期間、語頭の大文字化については著者の出自によりまちまちで標準化されなかった。ドイツ語の影響を受けた人々は全ての名詞の語頭を大文字化する一方で、それ以外の人々はたまにしか大文字を使わなかった。またブラックレターが使われていたため、どの文字を大文字にするかも自明ではなかった。ブラックレターは18世紀半ばまで使われ、その後はローマン体（主にantiqua）に変わった。
この時期の音韻変化としていくつかの子音が/ɧ/に融合し、前舌母音の前では/ɡ/と/k/が軟音化して/j/と/ɕ/になった。また摩擦音の/ð/と/ɣ/は破裂音化して/d/と/g/になった。

## 現代スウェーデン語

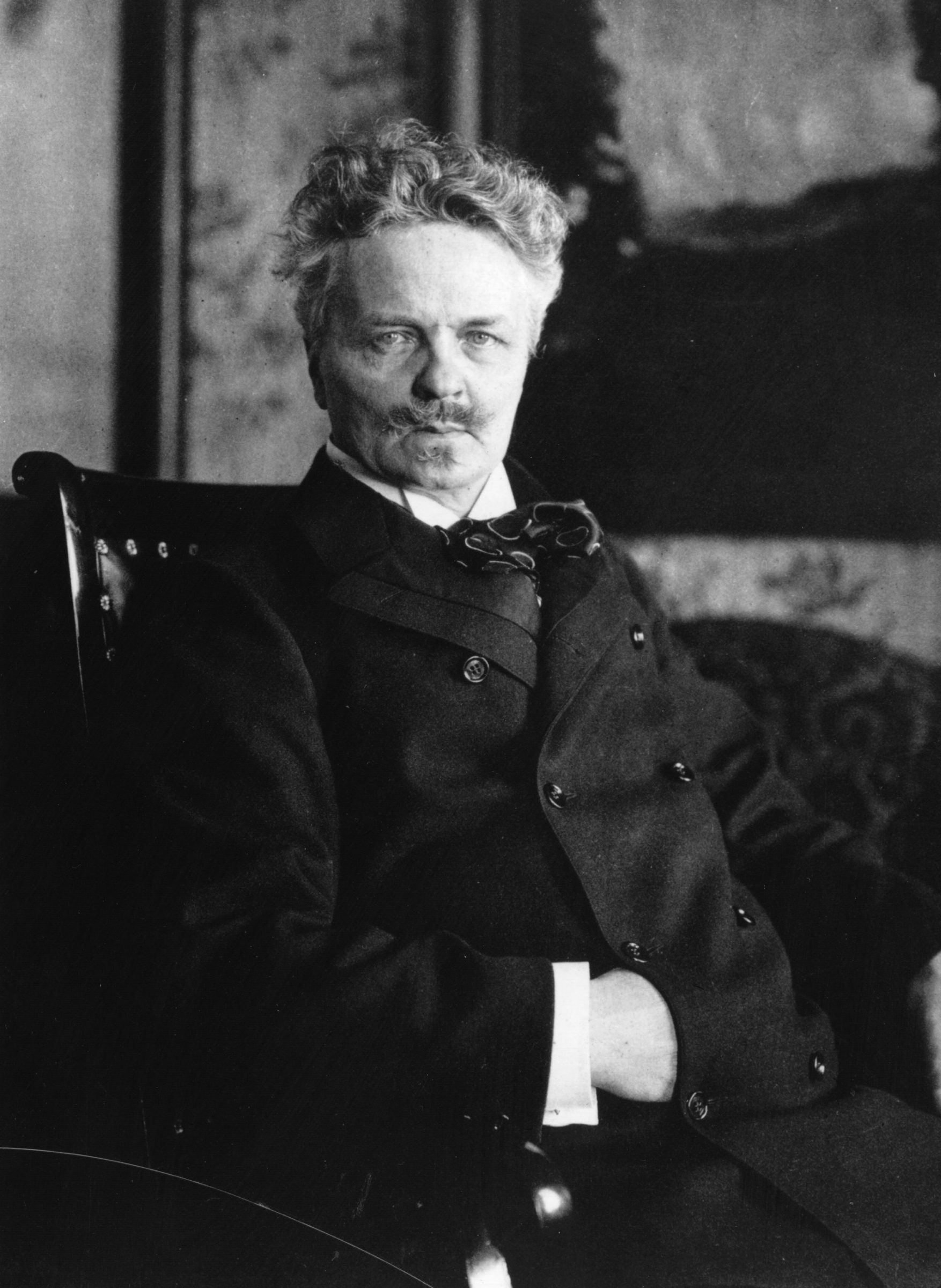
しばしば近代スウェーデン文学の創始者とされるヨハン・アウグスト・ストリンドベリ(1849–1912)。

現在話されているスウェーデン語は学術的にはnusvenskaと呼ばれている。
19世紀末期に始まるスウェーデンの工業化と都市化に伴い、新たなスウェーデン文学が登場する。
多くの作家、学者、政治家などが勃興しつつある新しいスウェーデン語に影響を与えたが、
なかでも影響があったのはヨハン・アウグスト・ストリンドベリであった。
スウェーデンで共通語・標準語としてのスウェーデン語が通用するようになったのは20世紀のことである。1906年の改綴により、わずかな例外を除けばほぼ一貫した正書法がようやく確立した。
動詞の複数形と細かな文法の差を除けば、特に文章語は現在使われているスウェーデン語と同じになった。動詞の複数形は当時使われなくなりつつあったがまだ残っており、特にフォーマルな文章では1950年代まで残っていたが、現在では公的な勧告においても廃止されている。
1960年代にdu-reformenと呼ばれる、2人称代名詞にまつわる改革があった。
それまでは同格あるいは目上の人に呼びかけるには常に適切な肩書きと姓を使う必要があり、
herr、fru、fröken（それぞれ英語のmister, missess, missに相当）といった呼びかけは地位、学位、階級などが不明の初対面の人との会話のはじめでしか使えなかった。
20世紀初頭に、肩書きを必須とするのではなく、フランス語のように2人称複数の代名詞Niで呼びかけるという試みがあったがうまくいかなかった。
結局目下の人に使うduより少しはましという使われ方になった。
1950年代及び60年代にかけてのスウェーデン社会のリベラル化・革新化により社会的地位の区別があまり重要と見なされなくなった結果、duはフォーマルあるいは公的な場でも普通に使われるようになった。

## エストニアのスウェーデン語話者

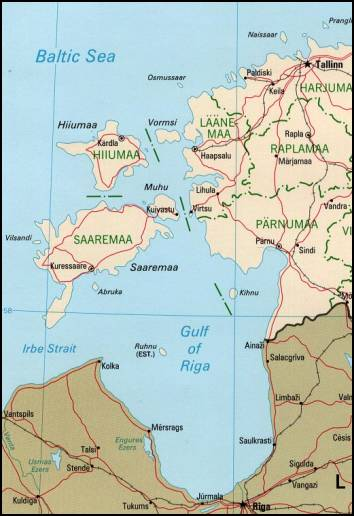
エストニアの島嶼部

バルト海に浮かぶエストニアやラトヴィアの島々（ヒーウマー島、サーレマー島、ボルムシ島など）には、かつてスウェーデン領のエストニア公国時代にスウェーデン語話者のコミュニティが存在し、1870年代には約6000人がいた。その人々はエイボー人や島嶼スウェーデン人と呼ばれる。島嶼スウェーデン人の農民は自治の制度として3年任期の出納係（oppbördsman）を選び、出納係が島民や村民の会議を仕切った。島嶼スウェーデン人は議会に議席を持ち、スウェーデン語で議事に参加する権利を持っていた。18世紀初頭にロシア領になった際に、1000人ほどのスウェーデン語話者たちがウクライナに強制移住させられ、クリミア半島の北にGammalsvenskby（「古いスウェーデン語の村」の意）という集落を作った。年長の者は今でもスウェーデン語を話すが、死語となりつつある。一方エストニアに残ったスウェーデン人は第一次世界大戦後は良く扱われ、沿岸のスウェーデン人の多い自治体ではスウェーデン語が公用語となっていた。しかし第二次世界大戦後にエストニアがソビエト連邦に組み込まれると、スウェーデン語話者のほとんどがスウェーデンに逃げたため現在の話者はわずかである。